# Ursula Rakova
Ursula Rakova (Islote de Han) es una ecologista y activista del cambio climático de Papúa Nueva Guinea, premiada por sus contribuciones medioambientales al desarrollo de su país.

## Trayectoria
Nació en el islote de Han, en el atolón de las Islas Carteret. En 2005 estableció un sistema de educación comunitaria en Bougainville como alternativa al fallido sistema escolar público. En 2006, fundó Tulele Peisa, una organización sin ánimo de lucro para ayudar a su pueblo a reubicarse, ya que las Islas Carteret estaban cada vez más expuestas a la subida del nivel del mar. 
Como Directora ejecutiva de esta organización es la responsable de organizar el traslado de los habitantes de las Islas Carteret al continente de la provincia de Bougainville. El primer asentamiento se estableció en Tinputz. Se prevé que las islas dejarán de ser habitables en el año 2040, lo que convertirá a los habitantes de Rakova en los primeros refugiados ambientales del mundo.
Rakova ha ayudado a establecer varias ONG medioambientales en Papua Nueva Guinea y Bougainville. Coordinó un caso legal histórico en el que los warangoi demandaron con éxito a los madereros ilegales y obtuvieron una compensación por sus recursos forestales robado. Creó Bougainville Cocoa Net Limited para ayudar a los isleños reubicados en Carteret a mejorar la rentabilidad y la vitalidad de las familias y comunidades de pequeños agricultores de cacao en Papúa Nueva Guinea, produciendo cacao de comercio justo.

## Reconocimientos
En 2008, Rakova fue galardonada con el premio Pride of PNG (Orgullo de Papúa Nueva Guinea) por sus contribuciones medioambientales al desarrollo de su país.